# Arookutty
Arookutty is een census town in het district Alappuzha van de Indiase staat Kerala. 

## Demografie
Volgens de Indiase volkstelling van 2001 wonen er 17387 mensen in Arookutty, waarvan 50% mannelijk en 50% vrouwelijk is. De plaats heeft een alfabetiseringsgraad van 80%. 